# スカイ島

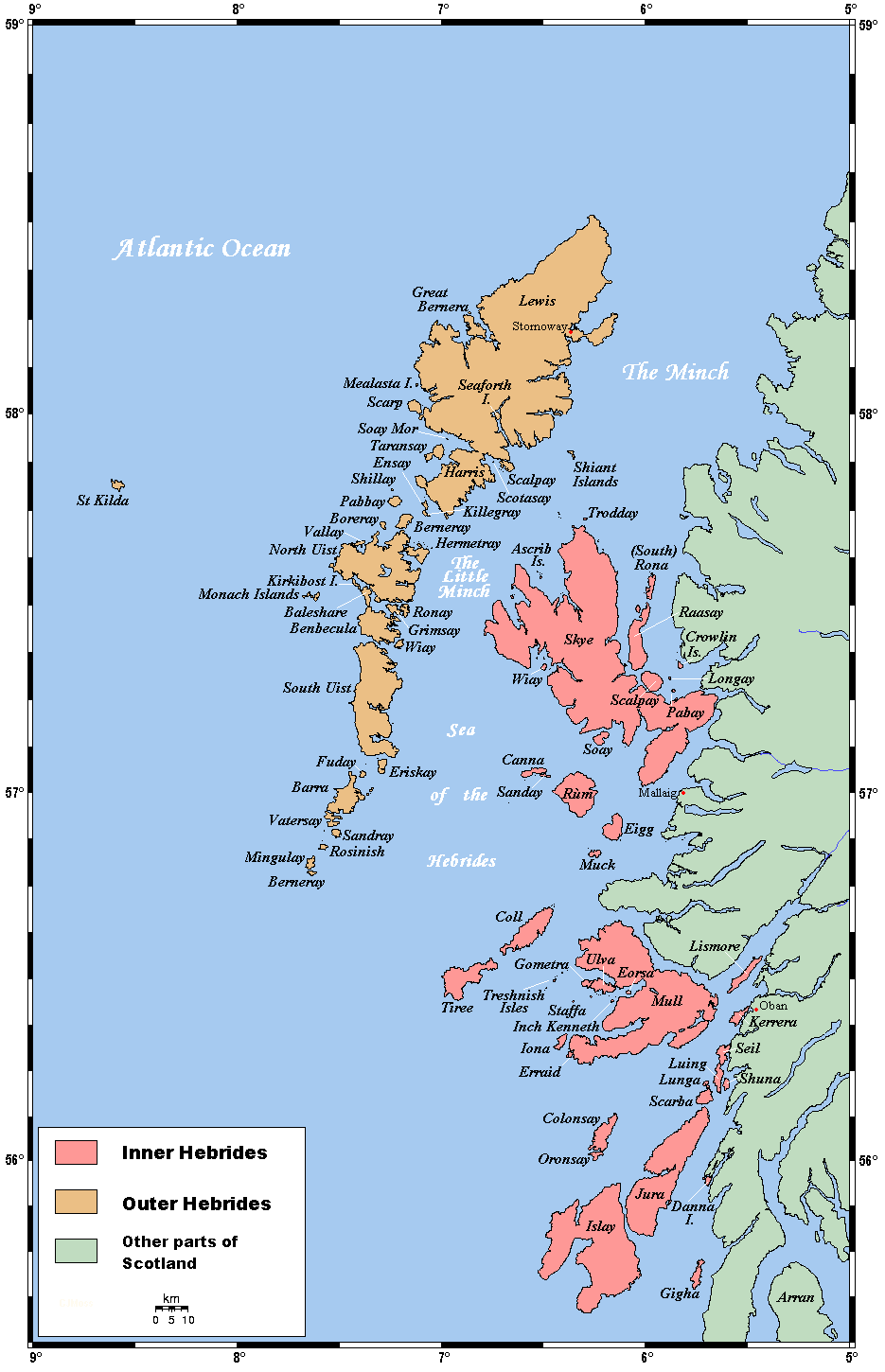
赤色のインナー・ヘブリディーズ諸島最北の大きな島がスカイ島、オレンジ色はアウター・ヘブリディーズ諸島

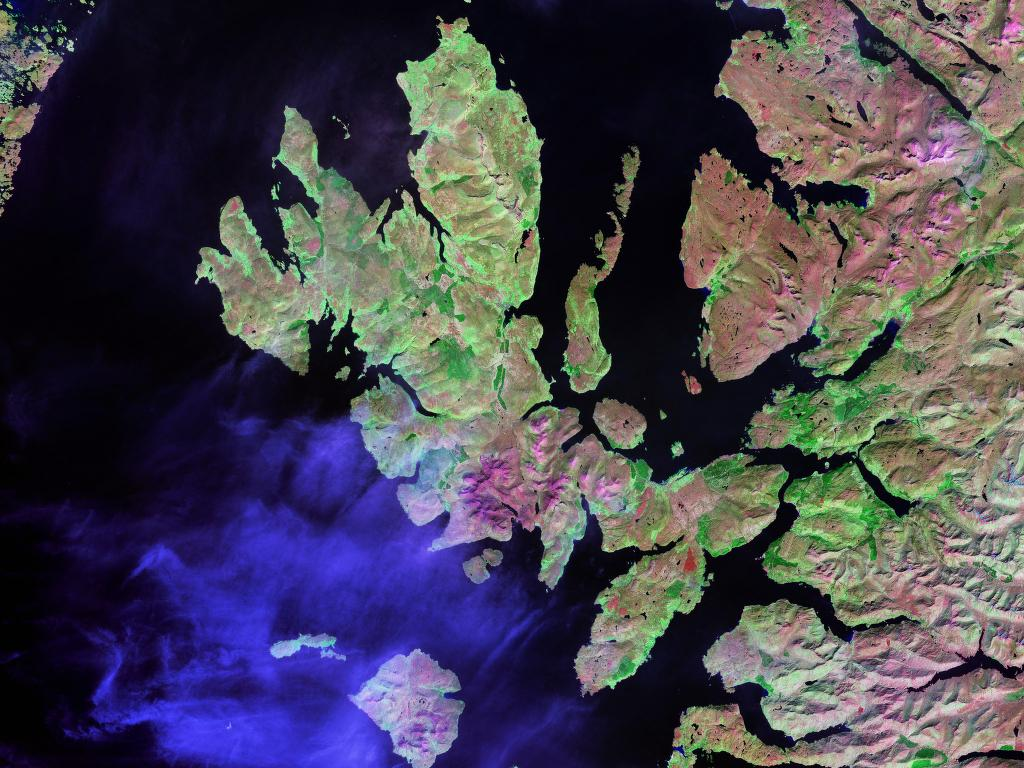
スカイ島の衛星写真

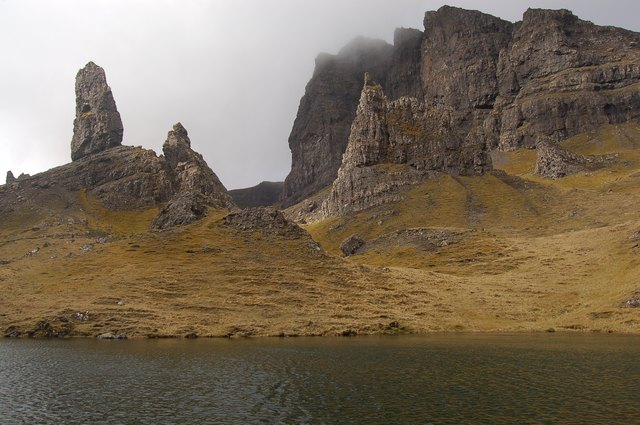
オールドマン・オブ・ストーと呼ばれる奇岩

スカイ島（英: Isle of Skye 通常は単に Skye 、スコットランド・ゲール語: An t-Eilean Sgitheanach「アン・チリアン・スキーアナハ」)は、スコットランドのインナー・ヘブリディーズ諸島の最も北方に位置する最大の島。ゲール語の"sgiath"は、「翼」の意。
「スカイ (Skye) 」の名前は古ノルド語の「Skið」（「スキー」の意）に由来し、ローマ時代の記述にある「Scitis」（『ラヴェンナ・コスモグラフィ』に見られる）、「Scetis」（同プトレマイオスの地図に見られる）と同じくピクト語からの変形である。この島と神話上の神スカアハとを関連づけ伝説もいくつかある。スカイ島は、Eilean a' Cheò（イリアナ・ヒョー、即ち「霧の島」）という名でも知られる。
スカイ島の人口は2001年で9,232人。他のスコットランドの島とは対照的に1991年の統計よりも4%の増加を示している。夏には多くの旅行客や訪問者で人口が増加する。主な産業は観光、農業、漁業、ウィスキーの蒸留などである。島の中心となる町はポートリーで、絵画のような美しい港で知られている。
地方行政区画としてはハイランドに属する。スカイ島は壮大な風景、活気に満ちた文化や文物、イヌワシやアカシカ、アトランティックサーモンをはじめとする豊かな野生生物で知られている。

## 地理

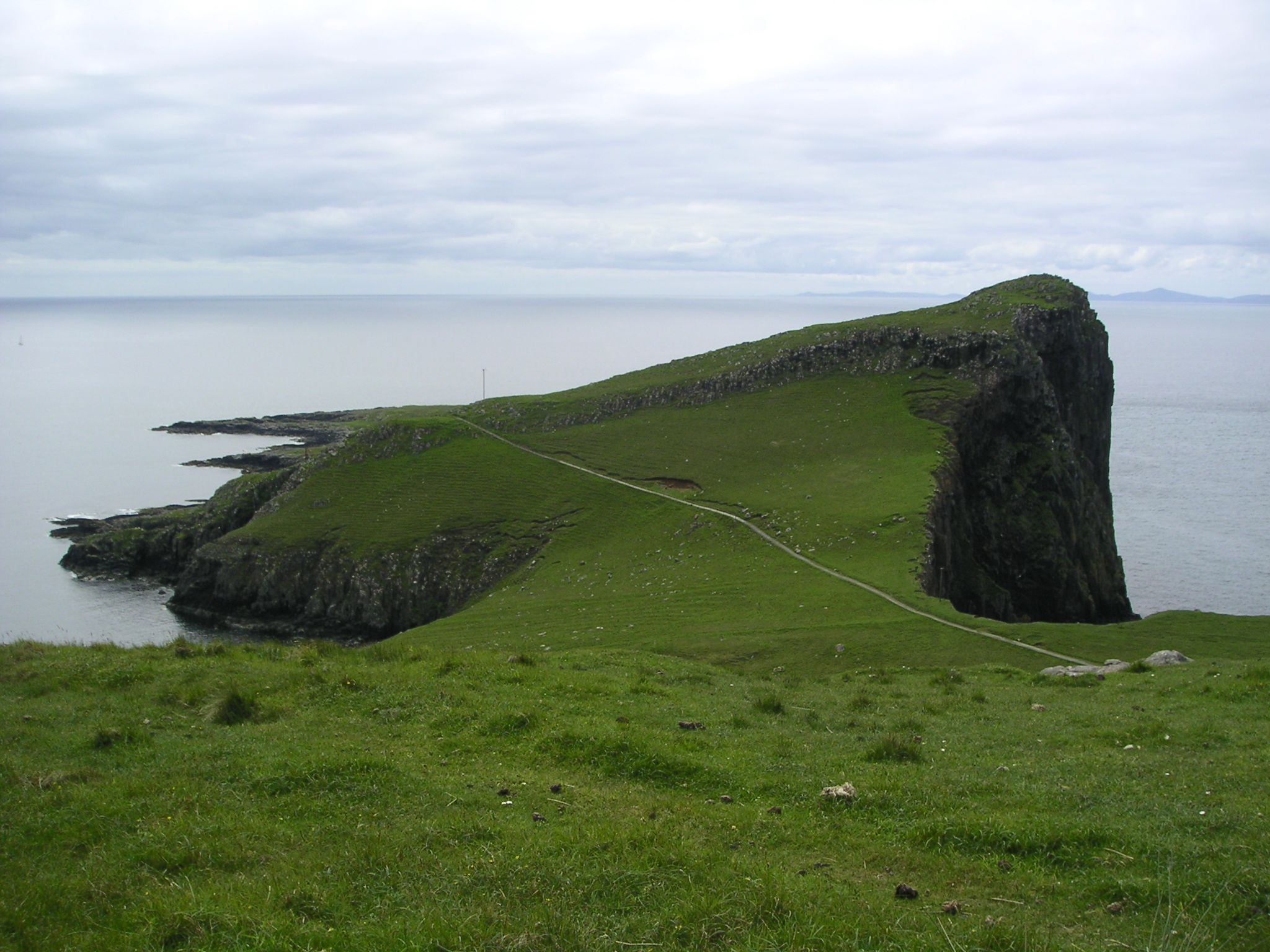
スカイ島の最西端ニース・ポイント

1,700km2のスカイ島は、ルイス島とハリス島（これらは同じ島の別部分の呼び名であり、併せて一つの島である）に次いでスコットランドで2番目に大きな島である。島はキュイリン山を含む大変に険しい山岳地形を持ち、古代のモニュメント、城趾、遺品といった豊かな文化遺産をも有している。自然観光では、海のすぐ傍に注ぎ込むメオルト滝（ミルト滝）や海岸からほぼ垂直に切り立ち模様がタータンチェックのようであることから「キルトロック」と呼ばれる海岸に続く岩の崖、イルカ等がみれるスポット等が知られる。
スカイ島の南西部は南のスリート、西のストラットヘアード、ミンギニッシュ、デュイリニッシュ、ウォーターニッシュ、北のトロッターニッシュといった半島が連なる地形である。周りを取り巻く島は、ロナ島、ラーセイ島、スカルペイ島、ソーイ島がある。

## 歴史
スタッフィンの「アン・コラン」は紀元前7世紀頃のものとされる中石器時代・狩猟採集民の遺跡で、スコットランドの古代遺跡では最古のものの一つである。この集落はロス地方西部、アップルクロス半島のサンドにある岩窟住居と関係があるとされている。
1746年、カロデンの戦いに敗れたチャールズ・エドワード・ステュアートはフローラ・マクドナルドに女中に変装させられ、共にスカイ島へと脱出した。1884年、この出来事を元にした歌詞が作られ、伝統曲に付けられてできたのが「The Skye Boat Song（スカイ・ボート・ソング）」である。
スカイ島は18世紀後半の飢饉やそれに続くハイランド追放に苦しみ、1991年には人口が1万以下に減ってしまった。
スカイ島とスコットランド本島とを結ぶスカイ・ブリッジは、1995年にPFIにより開通・運営が開始された。高額な通行料金（夏期の来訪者は、1回の通行につき5.7ポンド）は、SKAT (Skye and Kyle Against Tolls) というグループを先頭に、広い反対運動を巻き起こした。2004年12月21日、スコットランド政府がこの有料の橋を所有者から買い取り、通行料はただちに廃止することが発表された。

## 文化
インナー・ヘブリディーズ諸島でありながら、スカイ島はアウター・ヘブリディーズ諸島と同様に、人口の半数近くがゲール語を話し、多くの人が厳格に安息日を遵守することで知られているスコットランド自由教会に属している。
シングル・モルト・ウィスキーの生産を行っているタリスカー蒸留所は、島の西海岸、ロッホ・ハーポートにある。
ダンヴェガン城は、13世紀以降マクラウド氏族の居城である。
スカイ島は、伝統歌曲「The Skye Boat Song」やヴァージニア・ウルフの小説『灯台へ』によって不滅の地位を占めている。

## 交通

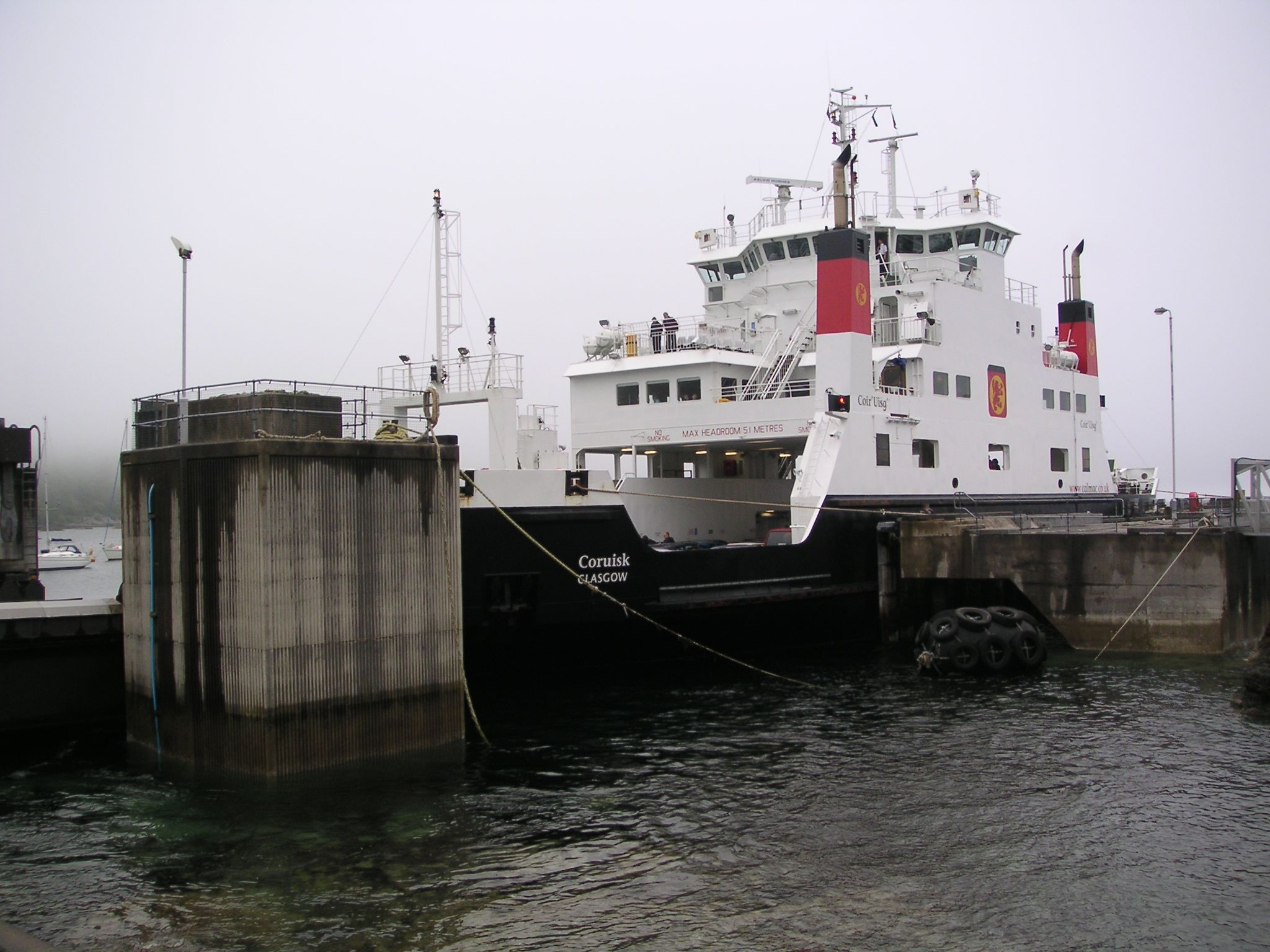
アーマデイルとマレイグとを結ぶフェリー

スカイ島は、スカイ・ブリッジによって本島と結ばれている。また、島のアーマデイルからマレイグ、カイルレアからグレネルグへのフェリーの便もある。ユーイグからハリス島のターベルトやノース・ウイスト島のロホマッディへ行くフェリーや、スコンサーからラーセイ島へ行くフェリーもある。アーマデイルとの間を往復するフェリーはマレイグを発着する列車時刻とシンクロナイズする便もある。
バスはインヴァネスやグラスゴーへの便の他に、本数は少ないがポートリーあるいはブロードフォード発の島内のローカル・バスもある。スカイ・ブリッジの本島側にあるカイル・オブ・ロハルシュからインヴァネス行きの鉄道がある。島の南には小さな飛行場もあるが、プライヴェート機専用である。
幹線道路A87がスカイ・ブリッジからユーイグまで、島の主な町を結んでいる。島の道路の多くは、この40年間で拡張されてきているが、一部は現在も一車線の道路である。

## 町と村

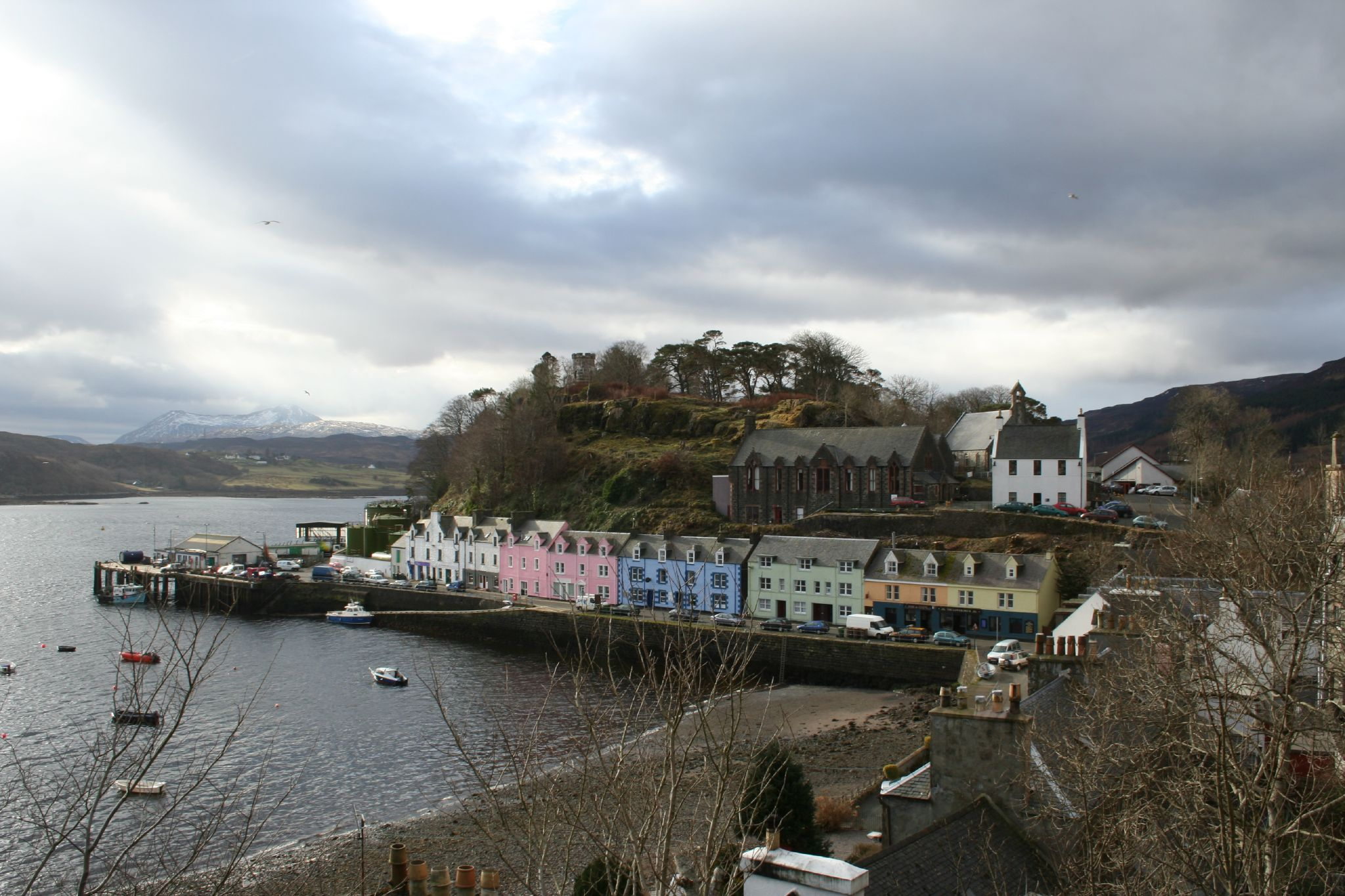
島の中心地ポートリーの港

王の港を意味するポートリーは、人口1,917人の最も大きな町で、島の機能の中心となっている。スコンサーとブロードフォードは島の東側に位置している。さらに小さな町を以下に列記する。
- Aird of Sleat
- Armadale
- Duntulm
- Dunvegan
- Edinbane
- Elgol
- Isleornsay
- Kyleakin
- Staffin
- Torrin
- Uig
- Ullinish